# Bionic Commando
Bionic Commando (Originaltitel: Top Secret: Hitler no Fukkatsu) ist ein japanisches Actionspiel von Capcom, das 1987 als Arcade-Spiel erschien. Ein Jahr später wurde es von Software Creations für zahlreiche Heimcomputer portiert und von Go! vertrieben. Bekanntheit erlangte das Spiel jedoch in Form der deutlich veränderten Fassung für das Nintendo Entertainment System, welche ebenfalls 1988 erschien.
In den USA und Europa wurde der Titel zensiert und als Bionic Commando vertrieben.

## Spielprinzip
Bionic Commando wirkt auf den ersten Blick wie ein Run and Gun-Titel, vergleichbar mit Contra oder Metal Slug. Es hebt sich jedoch durch das Fehlen der sonst üblichen Spielmechanik des Springens ab, welche üblicherweise der vertikalen Bewegung durch die Spielwelt sowie dem Ausweichen gegnerischer Geschosse dient. Stattdessen kann der Spielercharakter sich mittels eines Greifhakens in seinem bionischen Arms an vielen Stellen in der Spielwelt festhalten und so hochziehen oder schwingen.
Die Spielwelt ist in Level unterteilt, die nicht alle und auch nur teilweise in vorgeschriebener Reihenfolge absolviert werden müssen. In der Arcade-Fassung erhält der Spielercharakter nach Überwinden mancher Spielwelten neue Fähigkeiten, während der Spieler in der NES-Fassung für jedes Level einzeln auswählen kann und muss, welche Ausrüstung mitgenommen werden soll.

## Handlung

### Arcade-Version
Die Handlung ist 10 Jahre nach dem Ende eines nicht näher bestimmten Weltkrieg angesetzt und folgt dem Kommandosoldaten Super Joe, der ausgesandt wird eine Reihe von Raketensilos zu sabotieren, um einen Erstschlag zu verhindern.

### NES-Version
Die Imperiale Armee will in den 1980er-Jahren eine sagenumwobene Geheimwaffe der Nazis bauen, den sogenannten Albatros. Um dies zu bewerkstelligen, versucht ihr Anführer General Weizmann die einzige Person wiederzubeleben, die weiß, wie der Albatros fertiggestellt werden kann: Adolf Hitler.
Die Federal States of America schicken Super Joe aus, um dies zu verhindern, verliert jedoch den Kontakt zu ihm. Daraufhin wird Rad Spencer ausgeschickt, um Super Joe zu retten und die Pläne der Imperialen Armee zu durchkreuzen.

## Zensur
In der japanischen Version des Spiels wurden die Antagonisten eindeutig als Nazis dargestellt. Für den amerikanischen und europäischen Markt wurden die Antagonisten in „Badds“ umbenannt, Hakenkreuze durch Adler ersetzt und der Endgegner etwas entfremdet und in „Master D“ umbenannt, sodass er nicht mehr eindeutig als Adolf Hitler zu erkennen ist.
Einige Fluchwörter und exzessive Gewaltdarstellungen verblieben jedoch im Spiel.

## Rezeption
Die Arcade-Version galt als extrem innovativ, da sie eine Grundmechanik des Run-and-Gun-Genres ersetzte und so vom Spieler eine völlig andere Herangehensweise forderte. Die Steuerung wurde jedoch als unausgereift empfunden und überzeugte erst in der NES-Fassung.
Im Monat seiner Veröffentlichung war Bionic Commando der fünfterfolgreichste Arcade-Titel Japans. Die Version für Heimcomputer verkaufte sich im Vereinigten Königreich bis 1989 70.000-mal und war damit der erfolgreichste Titel des Publishers U.S. Gold.
Bei den Golden Joystick Awards 1989 wurde das Spiel für den besten 8-Bit-Soundtrack ausgezeichnet.

### Remake
2008 erschien ein Remake namens Bionic Commando Rearmed für PlayStation 3, Xbox 360 und PC, um die anstehende Veröffentlichung des gleichnamigen Nachfolgers Bionic Commando für Next Gen Konsolen zu bewerben.
Es wurde für viele Detailverbesserungen und kleine Erleichterungen vorgenommen, welche das Spielerlebnis insgesamt angenehmer machten, ohne jedoch den Schwierigkeitsgrad des Originals nennenswert zu senken. Auch das Neuarrangement des Soundtracks sowie die komplett ausgewechselten Bossgegner wurden gelobt. Außerdem wurde ein Puzzle-Modus mit 56 neuen kurzen Leveln hinzugefügt, die innerhalb einer festgelegten Zeitspanne absolviert werden müssen.

### Fortsetzung
Im März 2009 erschien die lose an das Originalspiel anschließende Fortsetzung gleichen Namens für Xbox 360 und PlayStation 3. Die Stimme des Protagonisten Nathan Spencer wird im Original von Mike Patton gesprochen, dem Sänger der Band Faith No More. Im Juli erschien das Spiel ebenfalls für den PC. Die Figur Super Joe tritt darin erneut auf, allerdings nur im Hintergrund, indem sie den Spieler in schwierigen Bosskämpfen mit Waffen und Munition versorgt.